# 內華達州呵吸鯉
內華達州呵吸鯉（学名：Chasmistes cujus），又名貴玉屈魚或丘裂鰭亞口魚，是內華達州金字塔湖特有的一種胭脂魚科。牠們主要吃浮游植物及微小浮游生物。雄鯉最大可達53厘米長及1.6公斤重，雌鯉則長約64厘米及重2.7公斤。牠們的壽命一般為40歲，要8歲才達至性成熟。牠們是極危物種，是屬內現存幾個物種之一。
內華達州呵吸鯉的數量有所增加，於1993年估計數量超越100萬條。牠們仍處於極危的原因是繁殖補充的變化，於1970年代及1980年代之間在數量上差不多沒有補充，原因是水質及特拉基河的水流並不適合產卵。

## 水質
金字塔湖在興建水壩前是美國西部第二大的天然湖泊，也是很多水質研究的焦點。在美國國家環境保護局指示下，發展了一項hydrological transport model，並用來分析特拉基河盆地各種土地用途及污水處理所帶來的影響。研究針對氮、活性磷酸鹽、溶氧量及10個其他項目，得出要改善金字塔湖的水質及保育湖中生態，如內達華州呵吸鯉。

## 繁殖
內華達州呵吸鯉是河川回游的，於4月中會游上特拉基河產卵。若入流不容許，牠們則會在金字塔湖產卵，但因湖水的鹽度而很難成功。兩個水壩現時為了幫助牠們產卵，會於適當的時間放水，但旱季則會保留儲水供城市之用。由於在特拉基河三角洲的低暖流並不適合雄鯉上游，故水壩放水就對牠們產卵更為非常重要。印第安人的派優族會保存幾條幼鯉，以避免牠們的繁殖受到影響。這些措施都增加了牠們的數量，但牠們仍是瀕危物種。

## 派優族
金字塔湖的派優族稱自己為「吃內華達州呵吸鯉的人」。辣红潭克拉克氏钩吻鳟及內華達州呵吸鯉都是他們的重要食物，毗連的派優族人也會於春天遷徙到金字塔湖來分享收獲。
於1860年代的殖民以後，很多派優族人轉而售賣魚類。雖然政府曾鼓吹農業及阻止漁業，內華達州呵吸鯉卻仍是重要的食物。於1905年在特拉基河興建水壩分流後，金字塔湖的漁業就開始衰落。雖然情況有所好轉，內華達州呵吸鯉已經成為保育的對象而非食物。

## 外部連結
- Koch Cui-ui Hatchery
- U.S. Department of Interior cui-ui article